# Slotzuster

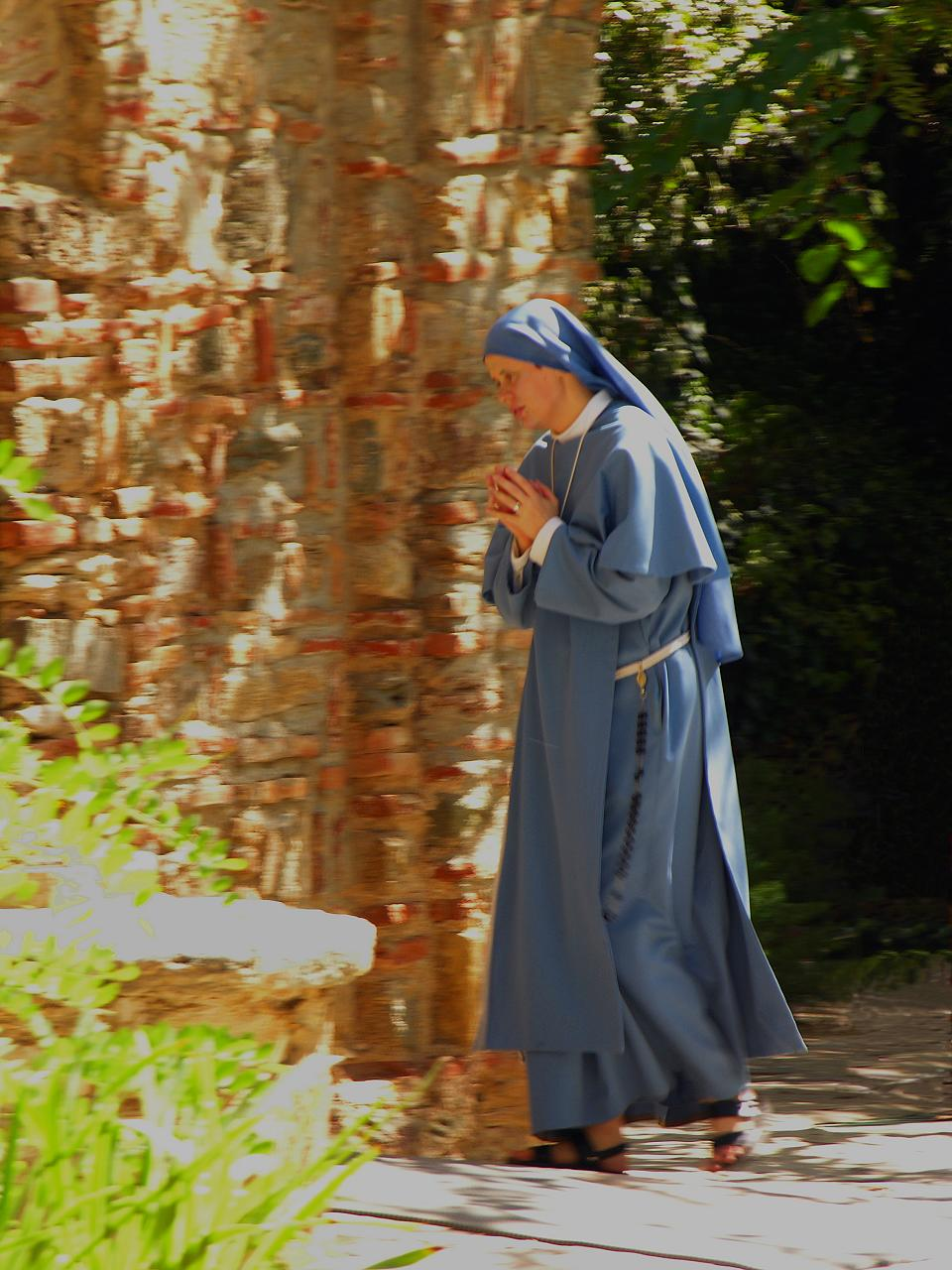
Non

Een slotzuster of koorzuster is een non die in een streng van de buitenwereld afgesloten deel van een klooster leeft.
De belangrijkste vrouwen die in een kloosterslot leven zijn de monialen, ook wel koorzusters genoemd. Zij houden zich vooral bezig met het bidden van de kerkelijke getijden en andere geestelijke oefeningen. Daarnaast zijn er de conversinnen, kloosterzusters die verantwoordelijk zijn voor het huishouden. Ook deze nonnen hebben de kloostergeloften afgelegd en wonen permanent in het slotgedeelte, ze doen echter geen koordienst in de kloosterkapel. 
De ramen van het klooster zijn vaak van een traliewerk voorzien en  gebouwencomplex is in het algemeen ommuurd. Goederen worden het klooster in- en uitgebracht via een soort draaischijf. Ook de communie wordt via een luikje uitgereikt. Ook de kapel is zo ingericht dat de slotzusters ruimtelijk en visueel van de andere gelovigen gescheiden zijn. In sommige gevallen vindt communicatie met de buitenwereld met gebarentaal plaats.
Slotzusters kunnen maar zelden bezoek ontvangen en ook dan zijn zij van dit bezoek gescheiden door een tralievenster. Zij mogen het kloosterslot nimmer verlaten. Deze regel gold (of geldt nog) bij de karmelitessen. Vooral bij contemplatieve kloosterorden zoals de clarissen van de strenge observantie en de birgittinessen neemt het gebed, de meditatie en het bijwonen van godsdienstoefeningen het belangrijkste deel van de dagorde in. Ze kennen daarbij de strikte clausuur.
Tegenover de slotzusters staan de buitenzusters, die soms in hetzelfde klooster wonen, maar wel naar buiten gaan om inkopen te doen of om werkzaamheden te verrichten, zoals in het onderwijs of de zorg.
Een mannelijke variant is niet eenduidig te geven. Sommige monniken, zoals kartuizers, komen ook nooit buiten, maar in het algemeen kennen de mannelijke contemplatieve orden weliswaar een slot of clausuur, maar dit is dan slechts een deel van het klooster waar geen buitenstaanders  mogen komen. Dit is bijvoorbeeld het geval bij de benedictijnen.